# Глухов Федір Дмитрович
Федір Дмитрович Глухов (рос. Фёдор Дмитриевич Глухов; 1906, Александров Гай — 6 жовтня 1943) — Герой Радянського Союзу, в роки німецько-радянської війни командир кулеметного розрахунку 184-го гвардійського стрілецького полку 62-ї гвардійської стрілецької дивізії, гвардії сержант.

## Біографія
Народився в 1906 році в селі Александровому Гаї (тепер Новоузенського району Саратовської області) в сім'ї селянина. Росіянин. Освіта початкова. У Червоній Армії служив у 1928–1932 і 1942–1943 роках. З 1932 по 1942 рік працював механізатором у радгоспі «Горькореченський».
З листопада 1942 року до дня загибелі — 6 жовтня 1943 року — бився на Північно-Кавказькому і Степовому фронтах. Брав участь в обороні і звільненні Кавказу, розгромі ворога в Україні. За бойові заслуги мав 6 подяк від командування.
Звання Героя Радянського Союзу Федору Дмитровичу Глухову присвоєно посмертно 22 лютого 1944 року за відвагу і мужність, проявлені при форсуванні Дніпра, захопленні й утриманні плацдарму на правому березі річки.

Плита на братській могилі

Похований в селі Куцеволівці в братській могилі.

## Пам'ять
Іменем Ф. Д. Глухова в Саратовському Заволжжі названий радгосп «Горькореченський», до списків якого герой зарахований навічно. На головній садибі радгоспу, в 1966 році Ф. Д. Глухову споруджено пам'ятник.